# خانه بزرگ (فیلم ۱۹۳۰)
خانه بزرگ (انگلیسی: The Big House) فیلمی در ژانر درام و جنایی به کارگردانی جورج دبلیو هیل است که در سال ۱۹۳۰ منتشر شد.

## بازیگران
- والاس بیری
- رابرت مونتگومری
- لوئیس استون
- چستر موریس
- کلیر مکداول
- کارل دان
- لیلا هیامز
- ماتیو بتز
- تام ویلسون
- رابرت اِمِـت اوکانر
- آنجلو روسیتو
- نوا بیری جونیور

## جشنواره‌ها
- برنده جایزه اسکار بهترین فیلم‌نامه اقتباسی (فرانسیس ماریون) در سومین دوره جایزه اسکار
- برنده جایزه اسکار بهترین صداگذاری (داگلاس شیرر) در سومین دوره جایزه اسکار
- نامزد جایزه اسکار بهترین فیلم در سومین دوره جایزه اسکار